# 太田順司
太田 順司（おおた じゅんじ、1948年2月21日 - ）は、日本の実業家。日本監査役協会会長や、日本証券業協会自主規制会議議長、東芝取締役監査委員会委員長、企業再生支援機構監査役、平和不動産監査役などを歴任した。

## 人物・経歴
1971年一橋大学商学部卒業、新日本製鐵入社。1981年ペンシルベニア大学ウォートン・スクール卒業。2001年新日本製鐵取締役関連会社部長。2003年新日本製鐵取締役経営企画部長。2005年新日本製鐵常務取締役。2008年新日本製鐵常勤監査役。2011年日本監査役協会会長。2012年新日鐵住金常任顧問、新日鉄エンジニアリング監査役、企業再生支援機構監査役。
2013年法務省公安審査委員会委員。2014年新日鐵住金顧問、日本監査役協会最高顧問、日本証券業協会自主規制会議副議長。2016年日本証券業協会副会長、日本証券業協会自主規制会議議長。法務省法制審議会会社法制部会委員、東京証券取引所自主規制法人規律委員会委員、金融庁コーポレートガバナンス・コード策定に係る有識者会議委員なども歴任した。
2018年平和不動産監査役。同年から東芝取締役を務め、監査委員会委員長として企業コンプライアンスの強化などにあたり、小林喜光、山内卓らとアクティビストが取締役に提案したエフィッシモ・キャピタル・マネジメントの今井陽一郎代表と面談するなど対応していたが、外資からの不評を買い、2021年の株主総会では取締役選任案が撤回され退任した。